# Cadena carbonada

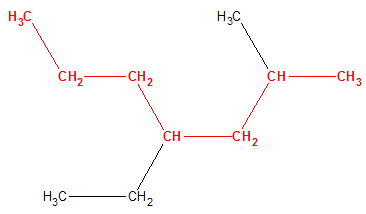
Compuesto orgánico mostrando una cadena principal, en rojo, de átomos de carbono, con dos pequeñas ramificaciones

Una cadena carbonada es el esqueleto de prácticamente todos los compuestos orgánicos y está formada por un conjunto de varios átomos de carbono, unidos entre sí mediante enlaces covalentes carbono-carbono y a la que se unen o agregan otros átomos como hidrógeno, oxígeno o nitrógeno, formando variadas estructuras, lo que origina infinidad de compuestos diferentes.
La facilidad del carbono para formar largas cadenas es casi específica de este elemento y es la razón del elevado número de compuestos de carbono conocidos, si lo comparamos con compuestos de otros átomos. Las cadenas carbonadas son bastante estables y no sufren variación en la mayoría de las reacciones orgánicas.

## Tipos de cadenas carbonadas
Las cadenas pueden ser lineales o cíclicas y en ambos casos pueden existir ramificaciones, grupos funcionales o heteroátomos. La longitud de las cadenas carbonadas es muy variable o constante, pudiendo contener desde solo dos átomos de carbono a más, un ejemplo de ellos son los polímeros.
| Cadena lineal sin ramificaciones | Cadena lineal ramificada                           | Cadena cíclica (puede ser nombrada usando el prefijo ciclo, el sufijo corresponde al grupo funcional) | Dos ciclos condensados   |
| -------------------------------- | -------------------------------------------------- | --- | ------------------------ |
|                                  |                                                    | |                          |
| Eicosano, C20H42                 | Isocetano, C16H34 o 2,2,4,4,6,8,8-heptametilnonano | Cicloundecano, C11H22                                                                                 | 1-metilnaftaleno, C11H10 |

Aunque se llaman cadenas lineales, en realidad tienen forma de zigzag, con ángulos próximos a 109°, debido a la estructura tetraédrica del átomo de carbono cuando solo posee enlaces sencillos. Existe la posibilidad de rotación o giro sobre el eje de los enlaces C-C, lo que da lugar a la existencia de estados conformacionales diferentes, también llamados confórmeros.
La presencia de átomos de carbono con enlaces dobles hace que dicho ángulo sea próximo a 120°, con estructura plana e impidiendo el giro o rotación sobre el eje C=C. Es el caso de los alquenos o los ácidos grasos insaturados. 
La presencia de átomos de carbono con enlaces triples C≡C hace que dicho ángulo sea próximo a 180°, con geometría lineal y tramos rectos en la molécula, como en el caso de los alquinos.
| Solo enlaces simples        | Algún doble enlace    | Algún triple enlace   | Cadenas carbonadas largas y complejas                          |
| --------------------------- | --------------------- | --------------------- | -------------------------------------------------------------- |
|                             |                       |                       |                                                                |
| Ángulos próximos a 109° 28' | Ángulo próximo a 120° | Ángulo próximo a 180° | Arrollamientos en forma de hélice en una molécula de proteína. |

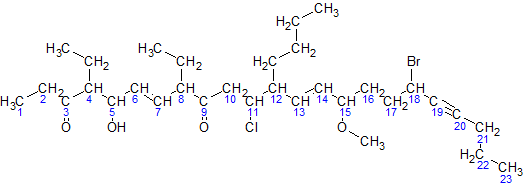
Molécula de 18-bromo-12-butil-11-cloro-4,8-dietil-5-hidroxi-15-metoxi-6,13-dien-19-in-3,9-diona mostrando la cadena principal con 23 átomos de carbono.

En el caso en que existan ramificaciones, la cadena principal es la más larga. En dicha cadena principal deben estar los enlaces múltiples y la mayoría de los grupos funcionales. El número de átomos de carbono de la cadena principal se utiliza para nombrar dichos compuestos según las reglas de la nomenclatura IUPAC.
Los átomos o grupos de átomos unidos a la cadena principal, distintos del hidrógeno, son los radicales o grupos sustituyentes (como el metil, -CH3; etil, -CH2-CH3...) y los grupos funcionales (como el grupo alcohol, -OH).

## Isomería de cadena
La existencia de dos o más compuestos que poseen la misma fórmula empírica pero diferente forma de la cadena es uno de los casos de isomería estructural, llamada isomería de cadena. Es el caso del n-butano (de cadena recta) y del isobutano o metilpropano (de cadena ramificada), ambos de fórmula C4H10.